# Passo del Camino

## Caratteristiche
Il passo del Camino si trova tra la Valle Del Camino (laterale della valle di Coal Santo) e la Val Brutta. Separa assieme al vicino passo di Coal Santo il gruppo del Maggiore dalla solitaria cima Costabella. Tra il passo del Camino e il Passo di Coal Santo si trovano due cime dette dossi (Dosso di Coal Santo e Dosso Del Camino).